# Hoshiar
Hushiar 1990 (punyabi: هوشيار ), próxima película paquistaní de acción dirigida y escrita por Haidar Chodhry, coproducida bajo la bandera de la producción Pakistán Es una secuela del clásico de culto
El elenco revelado incluye a Sultan Rahi interpretando el papel principal junto a Anjuman, Javed Sheikh y Ghulam Mohiuddin Hoshiar Film Pakistan To Bangkok

## Reparto
- Sultan Rahi: Sikandar
- Anjuman
- Javed Sheikh: Jafar
- Ghulam Mohiuddin: Jani
- Ismail Shah : Munnay
- Kaweeta
- Bahar
- Albeela
- Humayun Qureshi: Sadak